# How to Irritate People
How to Irritate People is een Britse televisieproductie uit 1968, geschreven door John Cleese, Graham Chapman, Tim Brooke-Taylor en Marty Feldman en wordt beschouwd als een voorloper van Monty Python's Flying Circus. In deze Monty Python-voorloper zien we sketches met John Cleese, Graham Chapman, Tim Brooke-Taylor, Michael Palin, Connie Booth, Gillian Lind en Dick Vosburgh. Zoals de titel al zegt, wordt door middel van sketches uitgelegd hoe je mensen kunt irriteren. Sommige sketches uit Monty Python's Flying Circus vinden direct hun oorsprong in deze special.

## Oorsprong van sketches in Monty Python
Er zijn in ieder geval twee sketches uit Python die hun oorsprong vinden in deze tv-special. 
1. 'Silly Job Interview': deze is bijna direct overgenomen in de eerder genoemde Monty Python-serie.
2. de 'Car salesman'-sketch. Chapman brengt hierin zijn auto die niet goed functioneert naar de verkoper Palin. Palin ontkent iedere fout aan de auto en als de auto uit elkaar valt, zegt hij doodleuk dat dat vaker gebeurt bij nieuwe auto's. Monty Python zou dit concept later gebruiken als basis voor de 'Dead Parrot'-sketch, over een klant (Cleese) die zijn dode papegaai terugbrengt bij de verkoper (Palin). Evenals de autoverkoper ontkent hij alle fouten.